# Человек-ящик (фильм)
«Человек-ящик» (яп. 箱男; англ. The Box Man) — художественный фильм режиссёра Сого Исии. Экранизация одноимённого романа 1973 года Кобо Абэ. Сюрреалистическая история, в которой картонная коробка становится идеальной оболочкой для мужчин, желающих отстраниться от общества и смотреть, не замечая его.
Мировая премьера фильма состоялась на 74-м Берлинском международном кинофестивале 17 февраля 2024 года

## Сюжет
На шумных улицах Токио необычный человек надевает на голову картонную коробку. Через маленький глазок он наблюдает за миром и старательно записывает свои наблюдения в блокнот. Фотограф, известный как «Myself», встречает эту загадочную фигуру и оказывается очарован её нестандартным существованием. Вдохновленный, Myself отправляется в аналогичное путешествие, стремясь стать таким же «человеком-ящиком», как таинственный незнакомец. Однако на этом пути его подстерегают трудности: фальшивый доктор, хитрый военный и соблазнительная женщина.

## В ролях
- Масатоси Нагасэ — Myself
- Таданобу Асано — фальшивый доктор
- Коити Сато — генерал
- Аяна Сирамото — Йоко
- Юко Накамура — детектив
- Киёхико Сибукава — нищий

## Производство
В 1997 году Исии получил согласие правообладателя на создание фильма по роману «Человек-ящик». В 2024 году, в день 100-летия со дня рождения Кобо Абэ, Гакурю Исии наконец снял экранизацию романа. Масатоси Нагасэ, который ещё 27 лет назад был выбран на роль Myself, исполнил главную роль. Коити Сато, который также был выбран на роль 27 лет назад. Аяна Сирамото была выбрана на прослушивании из нескольких сотен претендентов.
Производством фильма занимаются студии Happinet Phantom Studios и Cogitoworks, а дистрибуцией в Японии — Happinet Phantom Studios. Съёмки начались летом 2023 года в Японии.
Мировая премьера фильма состоится 17 февраля 2024 года в рамках 74-го Берлинского международного кинофестиваля в программе Berlinale Special.